# 李瑞東
李瑞東（1851年—1917年），字樹勳，號文侯，直隸省武清縣人，清末武術名家，李氏太極拳的創始者。

## 生平
李瑞東因為鼻子扁平，綽號“鼻子李”。家中經營藥材生意，開設濟生堂藥舖，父親李小歧，任職縣衙為小吏，家境不錯。自幼愛好拳術，初练少林等外家拳术，青少年时代跟随河北饒陽戳腳門名師李老遂求藝九年，河北名拳戳脚门拳法。青年时代与大刀王五（王子斌）结义金兰，互换拳艺，得王五所传“山东教门弹腿”之精妙。李瑞东先生天资聪颖，甚至有过目不忘之能，且练艺十分刻苦，到了成年时，已经练出了一身超群的武功，而且經常與善撲營的布库比試摔跤，多胜之，所以在京津二地很有些名气。
光緒六年，端王府管事王永泰（字蘭亭）出京辦差，因為與李家為世交，途中經過武清縣，順道至李家拜訪，因而與李瑞東結識。王蘭亭早年拜在周岳圖門下，學習十二連拳（心意六合拳的一個分支）。後又拜楊露禪為師，學楊氏太極拳。在楊露禪死後，又拜入董海川門下。李瑞東因此機緣，在王蘭亭門下學習太極拳、八卦掌，又因王蘭亭的介紹，至端王府、恭親王府擔任武術教師，與尹福、程廷華等人過從甚密，也曾得到董海川本人的指導。
光緒二十年，至宮中為慈禧表演，以輕功得到賞識，被譽為「神鷹」，因而留在宮中，任四品帶刀侍衛。父子在恭王府教拳，溥心畬兄弟是李子廉学生。在八國聯軍之後返鄉，又拜甘淡然為師，學習八卦奇門拳。之後結合所學，創立李氏太極拳。
因為他個性豪爽，交遊廣闊，在京津一帶名聲甚大，曾與李存義、李書文義結金蘭，被推為天津中華武士會之首。但也因為不善理財，又愛接濟朋友，因此而耗盡家財。在民國初年，曾任袁世凱大總統親衛隊武術教習，也曾主持天下武林英雄會，任裁判長。
李瑞東曾向六大師習藝，又喜愛與人交換武術心得，因此他的武術特色即是博采眾家、注意實用。

## 弟子
弟子百余人，著名者近二十来人：项润田、李进修、李子廉、张滔、陈继先、程安和尚、蒋万和、蒋万良、文实权、罗子鸣、王凤鸣、刘子鸣、高瑞周等人。有三子二女均精李派拳法：长女奇英、长子伯英、次子仲英、次女菊英、三子季英。原本是通背门的名家王荣标（人称“大枪王荣标”者）先生，在李瑞东先生中煤气毒逝世后，因仰慕先生之名，曾经与先生长子伯英结为师兄弟，从伯英学李派拳法。